# Schlacht auf dem Riachuelo (1865)
1. Phase: Paraguays Offensiven gegen Brasilien und Argentinien (1864–1865)

Mato-Grosso-Feldzug – Corrientes – Riachuelo – Yatay – Uruguayana
2. Phase: Alliierte Gegenoffensive und Stellungskrieg vor Humaitá (1866–1867)

Itapirú – Estero Bellaco – Tuyutí I – Yataytí Corá – Boquerón – Sauce – Curuzú – Curupaytí
3. Phase: Wiederaufnahme der alliierten Offensive und Eroberung des Kernlandes Paraguays (1867–1868)

Tuyutí II – Humaitá – Ytororó – Avahy – Itá Ivaté
4. Phase: Schlussoffensive der Alliierten und totale Niederlage Paraguays (1869–1870)

Piribebuy – Acosta Ñu – Cerro Corá
Die Schlacht am Riachuelo war eine während des sogenannten Tripel-Allianz-Kriegs zwischen Paraguay und Brasilien auf dem Fluss Paraná ausgetragene Seeschlacht im Jahr 1865. Die Schlacht fand auf argentinischem Gebiet statt, im Nordwesten der Provinz Corrientes und wenige Kilometer südlich der gleichnamigen Hauptstadt. In diesem Bereich mündet das Flüsschen Riachuelo, von dem sie ihren Namen erhielt. Auslöser für die Schlacht war der Versuch der Marine Paraguays, die den Fluss blockierenden brasilianischen Seestreitkräfte niederzukämpfen, die Seeblockade des Paraná zu beenden und somit den Weg nach Süden zu öffnen. Die Schlacht endete mit einer schweren Niederlage Paraguays und gilt als ein Wendepunkt im Tripel-Allianz-Krieg.

## Vorgeschichte
Nach der Kriegserklärung Paraguays an Brasilien im Dezember 1864 hatte Argentinien, das sich offiziell als neutral bezeichnet hatte, es entgegen den Neutralitätsverpflichtungen brasilianischen Kriegsschiffen gestattet, die eigenen Gewässer zu nutzen. Daraufhin hatte Paraguay Durchmarschrechte durch die argentinische Provinz Corrientes gefordert, was aber von argentinischer Seite abgelehnt worden war. Nach der darauf folgenden paraguayischen Kriegserklärung an Argentinien im März 1865, konnten die Streitkräfte Paraguays im Handstreich die Stadt Corrientes im Nordwesten der gleichnamigen Provinz einnehmen. Ein Versuch der Verbündeten, die Stadt zurückzuerobern, scheiterte vorerst im Mai 1865 am geschickten paraguayischen Widerstand. Daraufhin begannen Marinekräfte der Verbündeten, fast ausschließlich brasilianische Schiffe, südlich von Corrientes mit der Errichtung eines improvisierten Stützpunktes und sperrten damit zugleich den Paraná. Um den Weg nach Süden (und damit in Richtung des Kriegsgegners Argentinien) zu öffnen, befahl der Diktator Paraguays, Francisco Solano López, Anfang Juni 1865 die Flusssperren anzugreifen, obwohl die paraguayischen Flussstreitkräfte dem Gegner deutlich unterlegen waren.

### Die paraguayischen Streitkräfte
Obgleich ohne eigentliche Flussstreitkräfte, von einigen wenigen kleinen Kanonenbooten und Korvetten abgesehen, in den Krieg eingetreten, hatte Paraguay im März 1865 in Corrientes mehrere argentinische Flussdampfer erbeuten und diese mit Geschützen bewaffnen können. Insgesamt verfügten die paraguayischen Streitkräfte auf dem Paraná Anfang Juni 1865 über die beiden je etwa 600 Tonnen verdrängenden Korvetten Paraguarí und Taquarí (mit je acht Kanonen), die sieben kleineren Flussdampfer Ygureí, Marqués de Olinda, Salto Guairá, Rio Apa, Yporá, Pirabebé und Yberá sowie sieben Bargen, die von den Dampfern geschleppt werden mussten. An Bord dieser Bargen befand sich auch ein 80-Pfünder-Geschütz – die schwerste von den paraguayischen Flussschiffen zum Einsatz gebrachte Kanone. Die Flussdampfer führten je zwischen zwei und sieben Geschütze. Insgesamt verfügten die paraguayischen Flusskräfte über 48 Kanonen und etwa 1.300 Soldaten und Seeleute.
Zur Unterstützung der Schiffe standen zudem am Ufer drei Batterien mit 22 weiteren Geschützen und zwei Batterien mit Congreve-Raketen bereit, die den Durchbruchsversuch unterstützen sollten. Befehlshaber der paraguayischen Flotte war Capitán de Corbeta Pedro Ignacio Meza an Bord der Korvette Taquarí. 

### Die brasilianischen Streitkräfte

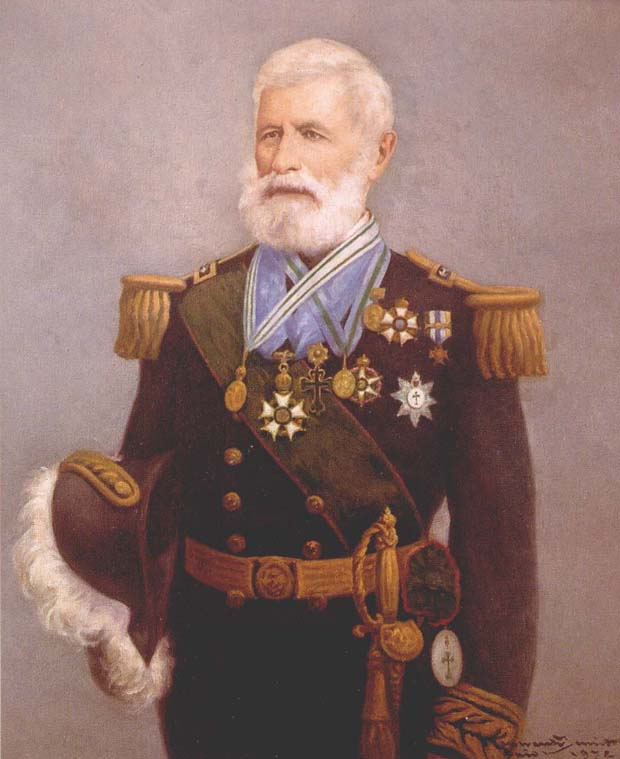
Konteradmiral Francisco Manuel Barroso da Silva, Befehlshaber des brasilianischen Geschwaders

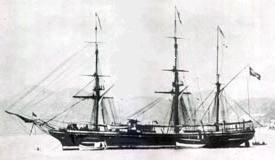
Brasilianische Korvette Parnaíba

Die brasilianische Flussflotte war zwar zahlenmäßig der paraguayischen leicht unterlegen, jedoch verfügte sie über größere und besser bewaffnete Schiffe. Zudem handelte es sich bei den brasilianischen Einheiten zumeist um reine Kriegsschiffe, während das paraguayische Geschwader zum überwiegenden Teil aus umgerüsteten Zivilfahrzeugen bestand. Die brasilianische Flussflotte bestand aus der 1.800 Tonnen verdrängenden Raddampf-Fregatte Amazonas (zugleich das Flaggschiff), den Korvetten Beberibe, Belmonte, Jequitinhonha und Parnaíba sowie den Kanonenbooten Araguary, Mearim, Ipiranga und Iguatemy. Die Brasilianer verfügten insgesamt über 1.113 Soldaten und Seeleute und 58 Kanonen. Befehlshaber des brasilianischen Geschwaders war Contraalmirante Francisco Manuel Barroso da Silva an Bord der Amazonas. 

## Verlauf der Schlacht
In der Nacht des 9. auf den 10. Juni 1865 verließen die paraguayischen Schiffe den Hafen von Humaitá und liefen stromabwärts, die beiden Korvetten an der Spitze. Bereits kurz nach dem Aufbruch erlitt der Flussdampfer Yberá allerdings einen Maschinenschaden, weswegen Capitán de Corbeta Pedro Ignacio Meza das Schiff zurückließ und mit nur noch den beiden Korvetten, sechs Dampfern und sieben Barken den Anmarsch fortsetzte. Gemäß den Befehlen von Francisco Solano López sollte das Geschwader in den frühen Morgenstunden des 11. Juni die brasilianischen Schiffe südlich von Corrientes überraschend angreifen und niederkämpfen. Nach Möglichkeit sollten auch Enterangriffe auf die vor Anker liegenden Schiffe durchgeführt werden.
Beim Erreichen des brasilianischen Stützpunktes am Morgen des 11. Juni 1865, etwa gegen 8.30 Uhr, verhinderte indessen dichter Nebel einen sofortigen Angriff. Da die Sicht eingeschränkt und somit keine genaue Lageeinschätzung möglich war, ließ Meza seine Schiffe zunächst – entgegen seinen Befehlen, sofort und überraschend anzugreifen – an den im Nebel vermuteten brasilianischen Schiffen vorbei und weiter nach Süden laufen und begann dort mit der relativ ineffektiven Beschießung von brasilianischen Truppenlagern in Ufernähe. Dieses Vorgehen ermöglichte es den brasilianischen Schiffen, die tatsächlich von einem Angriff des paraguayischen Geschwaders überrascht worden wären (einige Schiffe hatten nicht einmal Dampfdruck aufgebaut, zudem war ein Teil der Besatzungen an Land), gefechtsbereit auszulaufen. Von achtern auflaufend, verwickelten die brasilianischen Schiffe die paraguayischen in ein erbittert geführtes Liniengefecht.
Hierbei geriet ein Teil des brasilianischen Geschwaders in Reichweite der paraguayischen Küstengeschütze. Von der Landseite her und von mehreren Bargen beschossen, erhielten die Korvetten Parnaíba und Jequitinhonha (630 Tonnen) schwere Treffer. Letztere lief brennend auf Grund und wurde von der Besatzung, die acht Tote und 33 Verletzte zu beklagen hatte, aufgegeben. Die Parnaíba erhielt rund ein Dutzend Treffer, zumeist im Bereich der Wasserlinie, und konnte nur mit Mühe über Wasser gehalten werden; mit 80 Toten und 29 Verwundeten hatte sie von allen an der Schlacht beteiligten brasilianischen Schiffen die höchsten Personalverluste zu beklagen. Im Gegenzug konnte aber die große Fregatte Amazonas ihre Bewaffnung zum Tragen bringen und schoss die beiden paraguayischen Flussdampfer Marqués de Olinda und Salto Guairá zusammen. Ersterer sank, das andere Schiff lief auf Grund und ging in Flammen auf. Von den Besatzungen der beiden Schiffe konnte fast niemand gerettet werden. Der Kommandant der Marqués de Olinda, Teniente Ezequiel Robles, wurde mit einem abgerissenen Arm von der Besatzung der Amazonas aus dem Wasser gezogen, er starb aber kurze Zeit später an Bord der Fregatte, nachdem man ihm erlaubt hatte, seinen angelegten Verband am Arm abzunehmen (er hatte darum gebeten, um zu sterben und somit der Gefangennahme zu entgehen), woraufhin er verblutete. An Bord der Amazonas gab es 13 Tote und 13 Verwundete.
Im weiteren Verlauf der Schlacht sanken alle paraguayischen Bargen – zwei davon wurden durch Rammstöße zum Sinken gebracht – und die Korvette Taquarí sowie der Dampfer Pirabebé wurden schwer beschädigt. Dabei erlitt der der paraguayische Befehlshaber, Capitán de Corbeta Pedro Ignacio Meza, eine schwere Verwundung, was zum Zusammenbruch der Befehlskette führte. Die paraguayische Schlachtordnung fiel nun auseinander, und die noch kampf- und fahrfähigen Schiffe begannen sich zurückzuziehen. Während dieser unkoordinierten Rückzugsbewegung wurde die beschädigte Pirabebé von zwei brasilianischen Kanonenbooten eingeholt und versenkte sich selbst. Ein weiterer paraguayischer Flussdampfer, die Yporá, wurde von den verbliebenen Schiffen getrennt und versenkte sich ebenfalls selbst, nachdem sie auf dem Río Yhaguy von überlegenen brasilianischen Einheiten gestellt wurde.
Die verbliebenen paraguayischen Schiffe, die beiden Korvetten und zwei Dampfer, die allesamt beschädigt waren, konnten sich nach Norden absetzen und flohen in die Gewässer der Festung Humaitá. Die Schlacht auf dem Riachuelo hatte damit ihr Ende gefunden.

## Folgen und Verluste

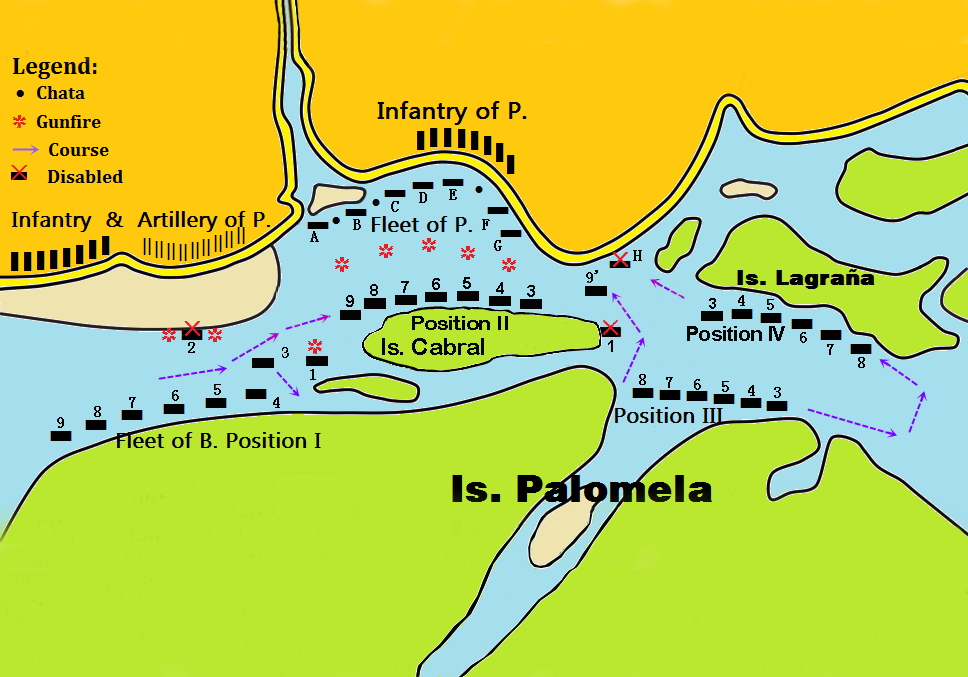
Schlacht am Riachuelo, 1. Phase

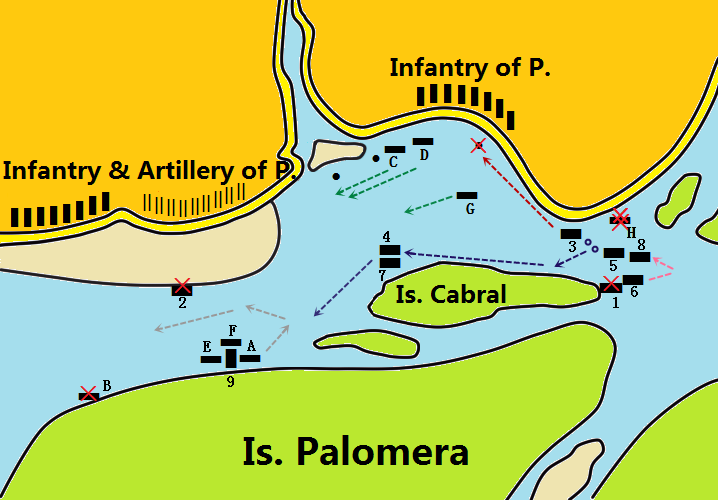
Schlacht am Riachuelo, 2. Phase

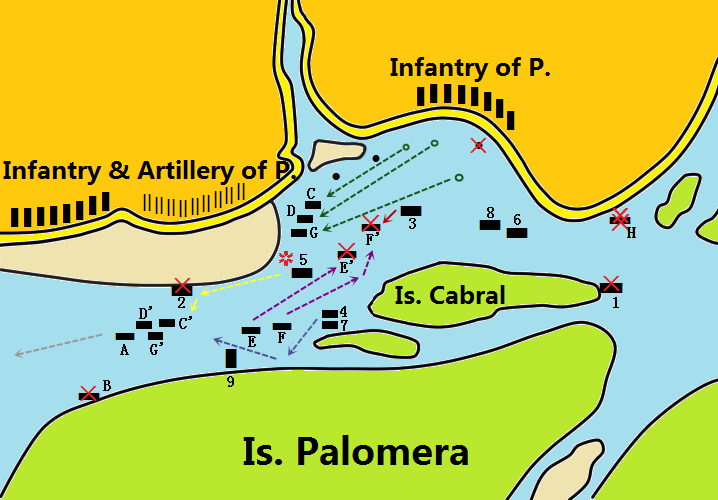
Schlacht am Riachuelo, 3. Phase

Die Schlacht am Riachuelo war für Paraguay eine schwere taktische Niederlage. Zugleich stellte das Debakel aber auch einen unumkehrbaren strategischen Rückschlag dar. Der Großteil der für den Flusskrieg unentbehrlichen Flotte war vernichtet worden. Angesichts der folgenden alliierten Blockade war es Paraguay fortan unmöglich, die Schiffsverluste durch Neuzugänge, die nur von außerhalb des Landes kommen konnten, zu ersetzten. Daher konnten auch während des gesamten weiteren Kriegs keine Versuche mehr unternommen werden, auf dem Paraná nach Süden durchzubrechen oder durch Raids entlang der Flüsse, wie das beim Mato-Grosso-Feldzug der Fall gewesen war, den Krieg ins Feindesland zu tragen und dabei wertvolle und für die Kriegsführung unentbehrliche Güter zu beschaffen.
Neben fünf Dampfern (vier wurden versenkt, einer fiel durch Maschinenschaden aus) gingen auch sämtliche Artillerie-Bargen verloren. Insgesamt hatten rund 400 paraguayische Soldaten und Seeleute den Tod gefunden, weitere 700 Mann waren verwundet worden, unter ihnen Pedro Ignacio Meza, der Oberbefehlshaber der paraguayischen Flotte. Meza erlag seinen Verletzungen nur wenige Tage später. Die verbliebenen Schiffe der paraguayischen Marine waren mehr oder minder schwer beschädigt und wurden teilweise nicht mehr repariert. Beispielsweise wurde etwa die nicht mehr instandgesetzte Korvette Paraguarí, die während der Schlacht durch Beschuss und einen Rammstoß schwer beschädigt worden war, 1869 vor Humaitá als Blockschiff versenkt, um den vorrückenden Verbündeten den weiteren Vormarsch zu erschweren. Während somit die Schlacht am Riachuelo quasi die Existenz der paraguayischen Marine als Machtfaktor im Flusskrieg beendete, wurde die brasilianische Flotte im weiteren Verlauf des Krieges durch zahlreiche Neuzugänge, darunter auch Panzerschiffe und Monitore, die besonders für den Einsatz auf den Flüssen geeignet waren, verstärkt.
Die brasilianische Marine verlor während der Schlacht am Riachuelo lediglich eine Korvette. Drei weitere Schiffe waren beschädigt worden. Insgesamt hatte es an Bord der Schiffe von Contraalmirante Barroso da Silva 143 Tote und Vermisste sowie 123 Verwundete gegeben.